# Басказык
Басказык — река в России, протекает по Красноармейскому району Челябинской области и Катайскому району Курганской области. Устье реки находится в 61 км от устья Течи по правому берегу, у села Верхняя Теча. Длина реки составляет 28 километров, площадь водосборного бассейна — 936 км².

## Описание
Басказык протекает по Катайскому району Курганской области, вытекая из озера Беликуль и впадая в реку Теча, несколько южнее села Верхняя Теча. По правую сторону этой реки находится много маленьких озёр.

## Населённые пункты
- д. Басказык
- с. Верхняя Теча

## Данные водного реестра
По данным государственного водного реестра России относится к Иртышскому бассейновому округу, водохозяйственный участок реки — Теча, речной подбассейн реки — Тобол. Речной бассейн реки — Иртыш.
Код объекта в государственном водном реестре — 14010500712111200003191.